# Iranada turcorum
Iranada turcorum là một loài bướm đêm trong họ Noctuidae.